# Radès
Radès (arabe : رادس) est une ville de la banlieue sud de Tunis, située à une dizaine de kilomètres de la capitale tunisienne.
Rattachée administrativement au gouvernorat de Ben Arous, elle constitue une municipalité de 59 794 habitants en 2014.

## Géographie

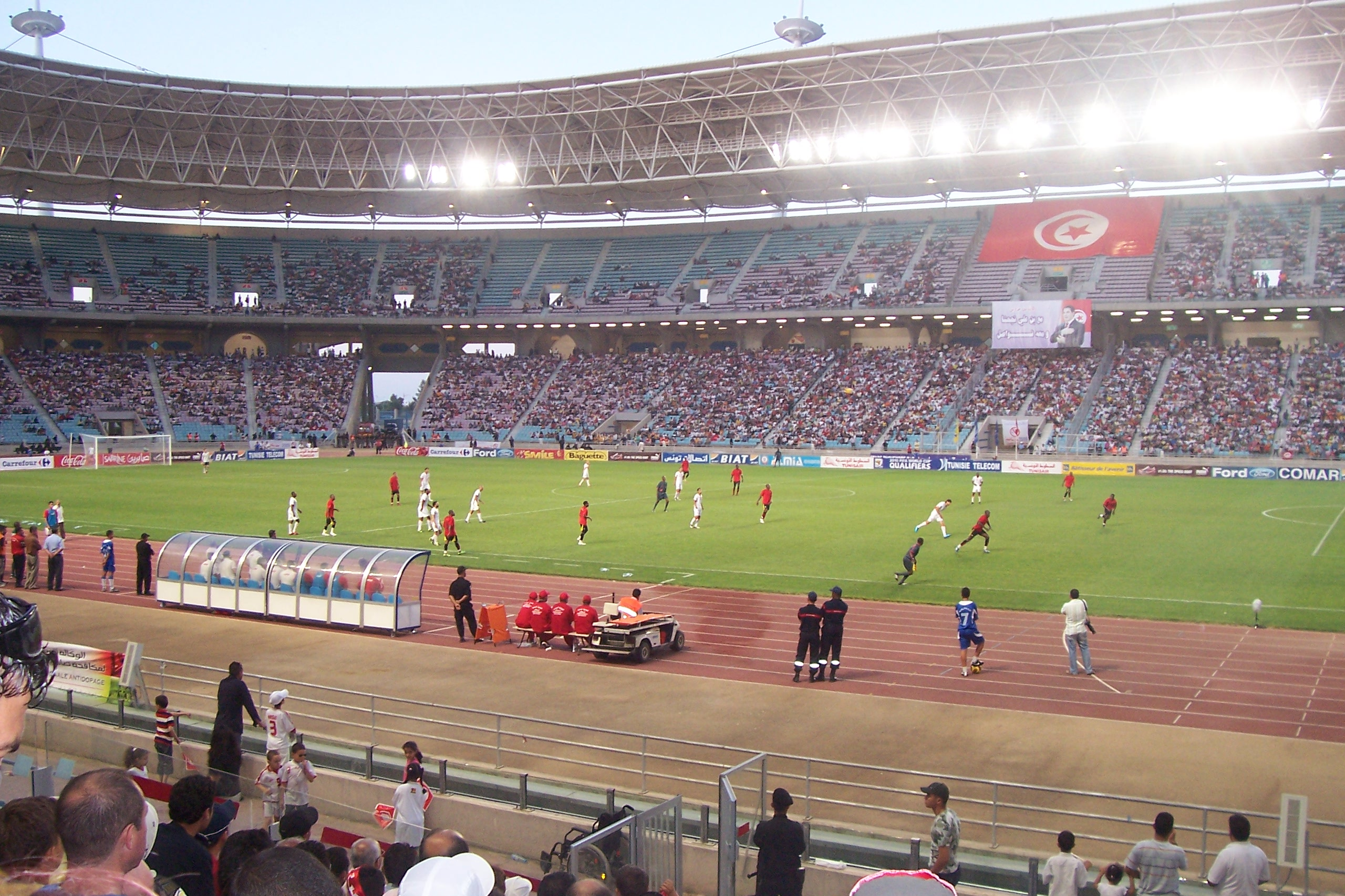
Stade olympique de Radès.

La ville se constitue à l'origine sur une colline comportant également une forêt de 350 hectares. Par la suite, elle s'étend sur la plaine environnante en direction de l'oued Miliane et de la mer Méditerranée.
Radès, notamment au niveau de son noyau ancien, se caractérisent par ses rues sinueuses. C'est autour de ce noyau, véritable tissu médinal occupant la colline, que toute la ville s'est structurée. Dans son prolongement, on trouve les quartiers de Bir Tarraz et Mongil. Les autres quartiers, plus récents, se sont étendus par la suite : Radès Forêt, Radès Plage, Radès Méliane, Maxula, Mohamed-Ali, Taïeb-Mehiri, Noubou, etc.
C'est à proximité immédiate de la ville et au-delà de l'oued Miliane que se trouve le plus grand complexe sportif de Tunisie, comprenant notamment le stade olympique de Radès (anciennement 7-Novembre) équipé de 60 000 places, construit à l'occasion de l'organisation des Jeux méditerranéens de 2001.
Lieu de soufisme, le village arabo-musulman d'El Mrah est construit autour du saint patron de la ville de Radès, Sidi Bou Yahia (mort en 1273), adepte de Sidi Belhassen Chedly et imam de la mosquée Souk El Blat. Son tombeau est rénové par Hussein Ier Bey, fondateur de la dynastie husseinite. D'autres saints sont liés à la ville : Sidi Bennour et Sidi Ahmed Hmida Annabi (mort en 1904). Au-delà de Bir Tarraz, on trouve d'autres saints tels que Sidi Ammar, Sidi Harzallah et Lella Cherifa côte à côte, ainsi que Sidi Salah.

## Histoire

### Antiquité et Moyen Âge
Radès tire son nom de l'expression latine Maxula per rates (« Maxula par les radeaux »), Maxula étant le nom d'origine libyco-berbère du village à proximité duquel se trouve, dans l'Antiquité, une station de bateaux ayant pour fonction de raccorder, par voie de mer, le terminus de la route littorale avec Carthage. Les Arabes n'ont gardé de cette désignation toponymique que rates qu'ils ont transformé en Radès[réf. nécessaire].
Dès le début de la conquête musulmane du Maghreb, la colline de Radès est pourvue d'un ribat en hauteur. C'est autour de ce ribat, depuis longtemps disparu, que s'est constitué le village dont il est parlé au XIe siècle et qui semble avoir été pourvu d'un port dès cette époque.
Sous les Hafsides, les vignes s'étalaient sur les coteaux

### Règne husseinite

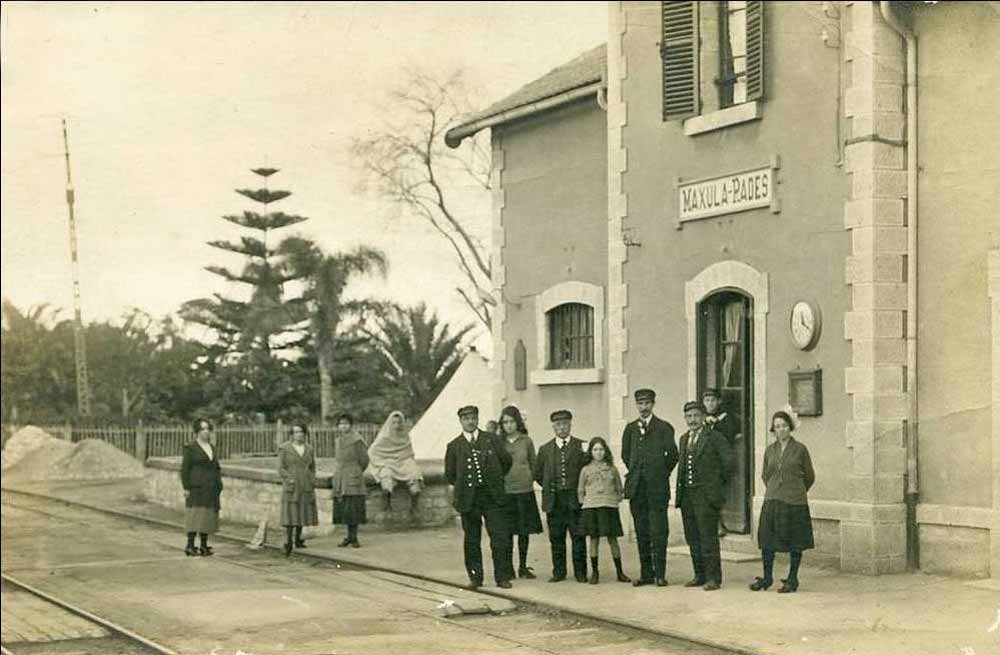
Gare de Maxula-Radès.

Sous le règne des beys husseinites, Radès est habitée par des agriculteurs de la région et recherchée par les notables citadins tunisois. La localité connaît alors un essor rapide et s'étend vers la plage et sur les collines environnantes durant le XIXe siècle. Des hauts dignitaires s'y font construire des résidences, telles que des maisons de style hispano-arabe agrémentées de jardins comme celles du caïd-gouverneur Mokhtar Ben Zid et du général de brigade Allala Ben Frija, qui s'y fait construire une maison très vaste en 1862.
Grandes demeures et maisons ordinaires se côtoient. On peut distinguer les demeures bourgeoises par une porte cloutée ou à panneaux sculptés encadrée comme à Tunis de calcaire (kadhal et harch) et un balcon de bois peint à moucharabieh (gannariya) peinte auparavant en vert clair comme les grilles droites ou arrondies des fenêtres.
Entre la fin du XIXe et le début du XXe siècle, des membres de la famille Djellouli se font construire de belles demeures de style hispano-arabe, notamment les ministres M'hammed Djellouli et Taïeb Djellouli, ainsi que le caïd-gouverneur Sadok Djellouli.
Des résidents français s'y font aussi construire des villas bourgeoises à l'européenne. On peut citer la villa coloniale construite en 1905 et racheté par le grand vizir M'hamed Chenik, qui lui donne des styles hispano-mauresque et italien ; son frère Hassen, un notable propriétaire terrien, habite la villa Vacherot, devenue sa résidence au milieu du XXe siècle.

## Économie

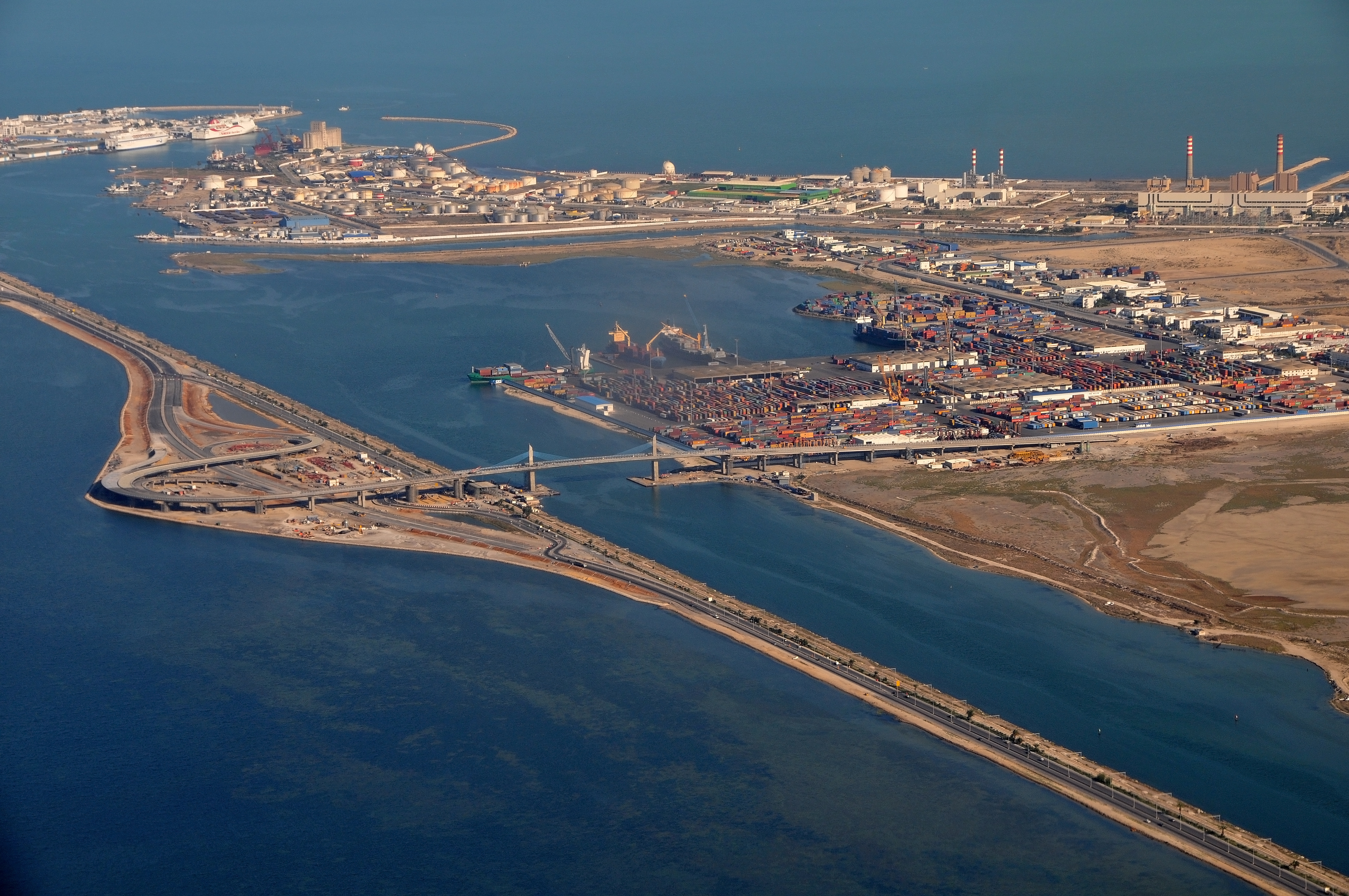
Pont à haubans qui relie La Goulette à la zone portuaire de Radès, le port et, au fond, les centrales électriques à turbine à gaz et à cycle combiné.

Radès abrite le premier port de commerce du pays dont l'essor remonte à 1987 et qui a connu un développement fulgurant, captant à son profit l'activité du port de Tunis puis celle du port de La Goulette. Il se spécialise dans le trafic de conteneurs (700 000 EVP par an) et le transroulage alors que se développe dans sa proximité immédiate une importante zone industrialo-portuaire.
À proximité du port de Radès se trouve la centrale électrique à cycle combiné, construite par Alstom pour la STEG ; elle est mise en service en 2001. Cette centrale, avec celles de La Goulette, alimentent le Grand Tunis et une grande partie du nord du pays.
La ville est appelée à connaître de profonds changements avec :
- l'extension de son port en phase de saturation ;
- la construction d'un axe routier de 1,9 kilomètre dont le pont Radès-La Goulette (un pont à haubans de 260 mètres) au-dessus du canal menant au port de Tunis et reliant la ville à celle de La Goulette ;
- l'aménagement des berges sud du lac de Tunis impliquant le rapatriement des installations portuaires du port de Tunis et surtout l'aménagement d'une ville nouvelle d'une capacité de 130 000 habitants sur environ 1 000 hectares.

## Personnalités
- Jalila Mezni
- Leïla Jaffel
- Kalthoum Sarraï